# Tereza de Benguela
Pour les articles homonymes, voir Benguela (homonymie).
Tereza de Benguela est une cheffe quilombola qui a vécu dans un endroit dont la localisation n'est pas certaine, en sachant que le quilombo était sur les rives du fleuve Guaporé, lequel est situé dans la ville de Vila Bela da Santíssima Trindade, dans l'état actuel du Mato Grosso, au Brésil, au XVIIIe siècle .
Son lieu de naissance est inconnu.

## Organisation du Quilombo
Mise sous le régime de l'esclavage, elle s'échappe du capitaine Timóteo Pereira Gomes. Puis, elle épouse José Piolho, le fondateur du Quilombo du Piolho ou Quariterê, situé entre le fleuve Guaporé (la frontière actuelle entre le Mato Grosso et la Bolivie) et l'actuelle ville de Cuiabá, dans les années 1740 .
Après la mort de José Piolho, au début des années 1750, Tereza devient la leader du quilombo. Sous sa direction, la communauté noire et indigène résiste à l'esclavage pendant deux décennies, survivant jusqu'en 1770, lorsque le quilombo est détruit par les forces de Luís Pinto de Sousa Coutinho (pt) et sa population (79 personnes noires et 30 personnes indigènes) est morte ou emprisonnée. Les survivantes ont subi des humiliations publiques et ont été marquées au fer avec la lettre F, pour fugue, et rendus à leurs anciens propriétaires.[réf. nécessaire]

## Administration
Le quilombo était gouverné par une sorte de parlement, avec une maison désignée pour le conseil, dans laquelle, à des jours fixes de chaque semaine, se réunissaient les députés, dont le plus influent était José Piolho, un esclave de la succession du défunt Antonio Pacheco de Morais.
Après la mort de Piolho, Tereza commande la structure politique, économique et administrative du quilombo, maintenant un système de défense avec des armes échangées avec des blancs ou volées dans les villages voisins. Les objets en fer utilisés contre la communauté noire qui s'y réfugia ont été transformés en outil de travail, puisqu'ils dominaient l'utilisation de la forge. Le quilombo de Quariterê, en plus d'un parlement et d'un conseiller de la reine, développa la culture du coton, utilisé dans des métiers à tisser pour y fabriquer des produits textiles qui étaient vendus à l'extérieur des quilombos, ainsi que des surplus de nourriture.

## Decès
Le 27 juin 1770, une expédition ordonnée par le Gouverneur Luís Pinto de Sousa Coutinho part vers le quilombo, avec la mission de le détruire. L'expédition arrive le 22 juillet et ouvre le feu sur les quilombolas, mais la plupart réussit à s'échapper. Tereza mène alors une résistance, ripostant avec des armes à feu et des flèches, sans succès. Elle est alors faite prisonnière et humiliée. Dans cette situation, elle est sans voix et meurt quelques jours plus tard, dans la tristesse.
Les circonstances de la mort de Tereza ne sont pas clairement établies. La thèse d'un suicide dans la prison est parfois évoquée,. Il est également rapporté qu'après sa mort, sa tête aurait été coupée et pendue dans le quilombo, afin que tout le monde puisse le voir.
Des tentatives de reconstruction du quilombo ont eu lieu après sa mort, mais toutes ont échoué face aux invasions des colons portugais. 

## Postérité

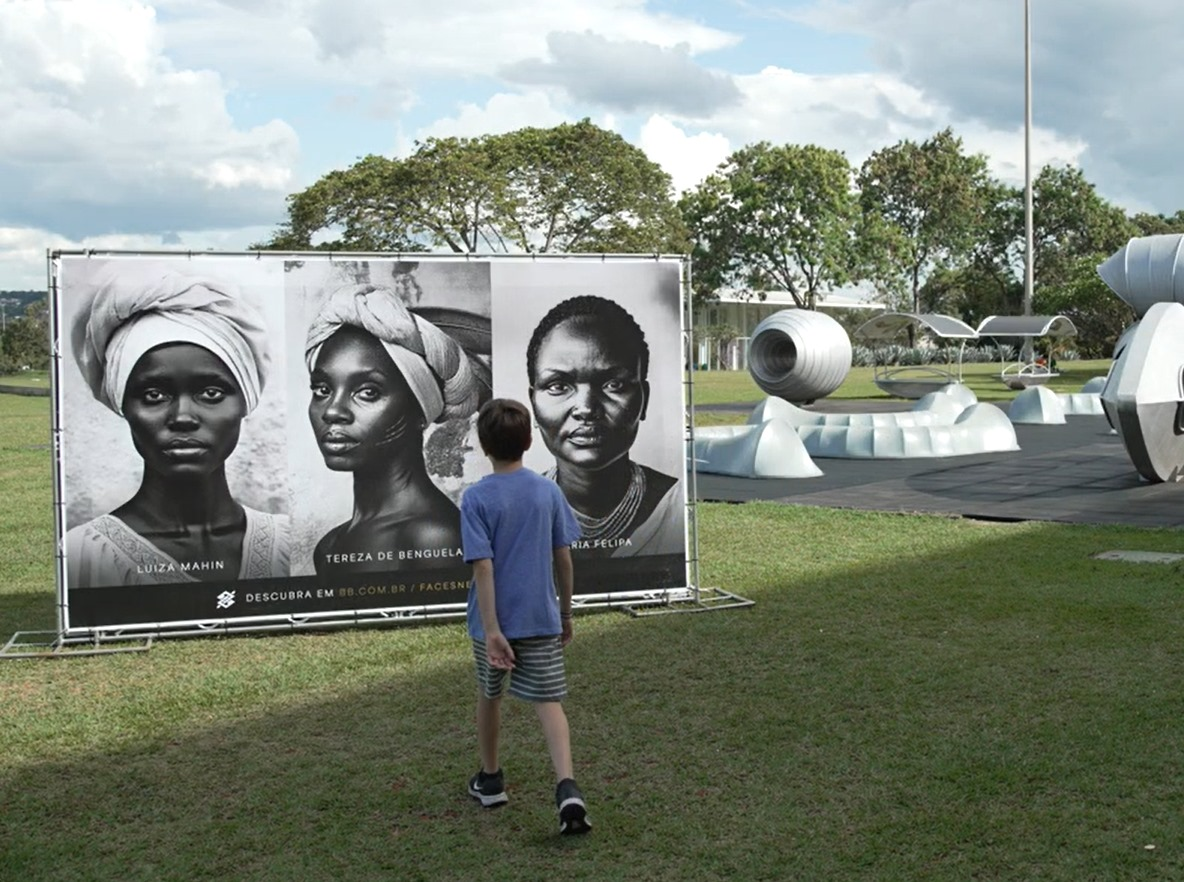
Les trois illustrations, créées avec l'intelligence artificielle par des chercheuses brésiliennes, exposées au CCBB. Celle représentant Tereza de Benguela est au centre.

### Fête nationale de Tereza de Benguela
La journée du 25 juillet est instituée au Brésil par la loi n ° 12 987/2014 en tant que fête nationale de Tereza de Benguela et de la femme noire. C'est aussi le 25 juillet, que l'Unesco l'a annoncée comme étant la Journée internationale des femmes afro-latines, afro-caribéennes et de la diaspora.

### Carnaval
L'école de samba de São Paulo Barroca Zona Sul (pt), dans son intrigue de samba "Benguela… A Barroca Clama a Ti, Tereza", a rendu hommage à Tereza da Benguela lors du carnaval de São Paulo en 2020,.

### Illustration
Longtemps, un portrait d'une femme noire inconnue est utilisé indistinctement pour représenter Tereza de Benguela, Maria Felipa de Oliveira et Luísa Mahin. Dans le cadre d'un projet soutenu par le CCBB, des chercheuses brésiliennes ont tenté de recréer leurs visages à l'aide de l'intelligence artificielle,.